# Adam Felczyński
Adam Jan Felczyński (ur. 15 lipca 1902 w Warszawie, zm. wiosną 1940 w Katyniu) – polski prawnik, członek Polskiej Organizacji Wojskowej i podporucznik rezerwy żandarmerii Wojska Polskiego. Ofiara zbrodni katyńskiej.

## Życiorys
Syn Adama i Franciszki z Łaszkiewiczów urodzony 15 lipca 1902 w Warszawie. W 1918 roku był członkiem Polskiej Organizacji Wojskowej. W 1920 roku, jako ochotnik, walczył na wojnie z bolszewikami w szeregach 4 pułku artylerii polowej. Odznaczony Medalem Pamiątkowym za Wojnę 1918-1921 „Polska Swemu Obrońcy”. W 1927 roku złożył maturę w Gimnazjum Ziemi Kujawskiej we Włocławku.
Od 6 października 1930 roku do 28 czerwca 1931 roku był słuchaczem XI Kursu batalionu podchorążych rezerwy piechoty nr 7 w Śremie (kompania ciężkich karabinów maszynowych). W 1933 roku ukończył studia na Wydziale Prawa Uniwersytetu Stefana Batorego w Wilnie.
Awansował na podporucznika ze starszeństwem z 1 stycznia 1933 roku i 1408. lokatą w korpusie oficerów rezerwy piechoty. W 1934 roku pozostawał w ewidencji Powiatowej Komendy Uzupełnień Wilno Miasto. Posiadał wówczas przydział mobilizacyjny do 6 pułku piechoty Legionów w Wilnie. W 1936 roku odbył z wynikiem dobrym trzymiesięczny kurs w Centrum Wyszkolenia Żandarmerii w Grudziądzu. Po ukończeniu kursu otrzymał przydział mobilizacyjny do 3 dywizjonu żandarmerii w Grodnie. W 1938 roku mieszkał w Wilnie przy ulicy Zawalnej 30. Pracował w miejscowym sądownictwie. W sierpniu 1939 roku został zmobilizowany do 3 dywizjonu żandarmerii i wyznaczony na stanowisko dowódcy plutonu pieszego żandarmerii nr 1 w składzie 1 Dywizji Piechoty Legionów.
W czasie kampanii wrześniowej 1939 roku dostał się do niewoli radzieckiej. Przebywał w obozie w Kozielsku. Wiosną 1940 roku został zamordowany przez funkcjonariuszy NKWD w Katyniu i tam pogrzebany. Od 28 lipca 2000 roku spoczywa na Polskim Cmentarzu Wojennym w Katyniu.
5 października 2007 roku Minister Obrony Narodowej Aleksander Szczygło mianował go pośmiertnie do stopnia porucznika. Awans został ogłoszony 9 listopada 2007 roku, w Warszawie, w trakcie uroczystości „Katyń Pamiętamy – Uczcijmy Pamięć Bohaterów”.